# 外作用
外作用（がいさよう、英: exogenic process）とは、地球表面にはたらく営力のひとつである。

## 概要
地球表面にはたらく営力のうち、外側から作用するものを外作用または外因的営力という。主に内作用によって形成された起伏を、外作用が破壊する。そのエネルギーの根源は地球外部にあり、気候・標高・起伏・重力などにより規定される。内作用が地形の起伏を大きくするものに対して、外作用は地表面の凹凸を平たん化する傾向がある。
ヴァルター・ペンクによれば、内作用と外作用、相反する作用によって地形は形成されるという。陸地のあらゆる部分は、内作用によって形成され、さまざまな外作用によるプロセスがはたらき、地形に変化が起きている。

## 具体的現象
- 風化作用
- 侵食作用
- 運搬作用
- 堆積作用

## 外作用による地形
- 河川地形
- 海岸地形
- 組織地形
- カルスト地形
- 氷河地形
- 乾燥地形
- 堆積地形